# Quiers-sur-Bézonde
Quiers-sur-Bézonde là một xã trong tỉnh Loiret, vùng Centre-Val de Loire bắc trung bộ nước Pháp.